# Gonçalo Sousa
Gonçalo Santos Sousa (Ermesinde, Oporto, Portugal, 30 de junio de 2006) es un futbolista portugués que juega de delantero en el F. C. Porto "B" de la Segunda División de Portugal.

## Estadísticas

### Clubes
Actualizado al último partido disputado el 14 de enero de 2024.
| Club                     | Div.          | Temporada     | Liga  | Liga  | Copas nacionales | Copas nacionales | Copas internacionales | Copas internacionales | Total | Total |
| Club                     | Div.          | Temporada     | Part. | Goles | Part.            | Goles            | Part.                 | Goles                 | Part. | Goles |
| ------------------------ | ------------- | ------------- | ----- | ----- | ---------------- | ---------------- | --------------------- | --------------------- | ----- | ----- |
| F. C. Porto "B" Portugal | 2.ª           | 2023-24       | 9     | 0     | ―                | ―                | ―                     | ―                     | 9     | 0     |
| F. C. Porto "B" Portugal | Total club    | Total club    | 9     | 0     | 0                | 0                | 0                     | 0                     | 9     | 0     |
| Total carrera            | Total carrera | Total carrera | 9     | 0     | 0                | 0                | 0                     | 0                     | 9     | 0     |